# إيرل أندرسون
إيرل أندرسون (بالإنجليزية: Earl Anderson)‏ هو لاعب هوكي الجليد أمريكي، ولد في 24 فبراير 1951 في روزيو في الولايات المتحدة.

## وصلات خارجية
- إيرل أندرسون على موقع دوري الهوكي الوطني (الإنجليزية)
- إيرل أندرسون على موقع قاعة مشاهير الهوكي (لاعب أن.إتش.أل) (الإنجليزية)
- إيرل أندرسون على موقع EliteProspects.com (الإنجليزية)
- إيرل أندرسون على موقع HockeyDB.com (الإنجليزية)
- إيرل أندرسون على موقع Hockey-Reference.com (الإنجليزية)